# Harcourt (Iowa)
Pour les articles homonymes, voir Harcourt (homonymie).
Harcourt est une ville, du comté de Webster en Iowa, aux États-Unis. Elle est incorporée le 11 février 1896.

## Source de la traduction
- (en) Cet article est partiellement ou en totalité issu de l’article de Wikipédia en anglais intitulé « Harcourt, Iowa » (voir la liste des auteurs).